# تاونات
تاونات (به فرانسوی: Taounate) یک منطقهٔ مسکونی در مراکش است که در استان تاونات واقع شده‌است. تاونات ۳۷٬۶۱۶ نفر جمعیت دارد و ۵۶۶ متر بالاتر از سطح دریا واقع شده‌است.